# Brida (Algeria)
Brida è un comune dell'Algeria, situato nella provincia di Laghouat.